# Lycosa cretacea
Lycosa cretacea är en spindelart som beskrevs av Simon 1898. Lycosa cretacea ingår i släktet Lycosa och familjen vargspindlar. Inga underarter finns listade i Catalogue of Life.